# Norris Pool
Pour les articles homonymes, voir Norris.
Norris Pool est une source chaude qui fait partie du Morning Glory Group située dans le Upper Geyser Basin dans le parc national de Yellowstone aux États-Unis.

## Histoire
Avant octobre 1998, ce site était constitué de deux cratères peu profonds avec un comportement de type mare de boue. En 1886, ils étaient décrits comme des cratères anciens et étaient dénommés les Norris Pools (au pluriel) en référence à la forte odeur de soufre de ces mares de boue assez similaires à celles du Norris Geyser Basin. Le cratère le plus au sud est aujourd'hui un profond cratère de geysérite rempli d'eau claire et est dénommé Norris Pool (au singulier).
Depuis son réveil le 4 octobre 1998, au cours des mois d'octobre et de novembre 1998, Norris Pool s'est transformée d'une mare de boue surchauffée en un geyser, creusant le sol et les débris autour de son évent pour révéler un ancien cratère de source d'eau chaude. Norris Pool a connu une autre phase active en 1999, commençant en août et se terminant en novembre, cette fois à partir d'un évent débarrassé de ses débris.
Les phases d'éruption pouvaient durer plusieurs minutes et atteindre une hauteur de 6 m. Il ne présente plus de phases éruptives depuis 2002.

## Description
Norris Pool (« piscine de Norris » en français) est une source chaude constituée d'un profond cratère de geysérite rempli d'une eau claire.
Il peut arriver que le niveau d'eau de la source monte d'une dizaine de centimètres lors des éruptions de Fan et Mortar.